# Алгонкински народи
Алгонкинските народи са едни от най-многобройните и разпространени индиански народи в Северна Америка. Алгонкините, като народ са само част от тази етническа група.
Тази класификация включва народите, които говорят алгонкински езици. В тези общности идентичността често е размита, а племенните имена, идентифициращи отделните групи алгонкински народи и техните езици, често са подвеждащи. Племената отначало са стотици, но езиково твърде близки, а сливането помежду им се засилва и от многобройните смесени бракове и териториалната близост между различни племена. В по-късно време подчертаването на различията им способства за покоряването им от европейските и американските колонизатори. В съвременността, стотици хиляди жители на САЩ и Канада се определят като наследници на различни алгонкински народи.
Историята на алконкинските народи е много драматична. Царевично стъбло, Текумзе и Понтиак са сред вождовете, които принадлежат към алгонкински нации.
До 18.-19. век повечето алгонкини се прехранват с лов и риболов, въпреки че някои обогатяват храната си като отглеждат царевица, боб, тиква и събират (най-вече оджибве) див ориз. В резултат на общуването си с белите, особено след настаняването си в индиански резервати, те значително разширяват диапазона на своите поминъци.

## Племена
Твърди се, че беотуките (населяващи о-в Нюфаундленд) също са алгонкински индианци, но те изчезват в началото на 19 век и не съществуват много източници за тяхната култура и език. Това е първото, или едно от първите племена, срещнати по тези места от европейците, идващи от Англия и Франция. От обичая им да оцветяват телата и дрехите си с червеникава боя се поражда представата за индианците, като отделна червенокожа раса (в действителност те са част от монголоидната).
Алгонкинските народи в района на Нова Англия включват мохиканите, пекуотите, нарагансетите, вампаноагите, масачузетите и пенакуките, пасамакуодите. Абенаките заемат Мейн и Източен Квебек. Тези племена имат известни познания в земеделието. В средната и южна част на Атлантическото крайбрежие живеят поухатаните, лъмбите, нантикоките, ленапе, мънсите и мохиканите.
Малиситите в Мейн, Квебек и Ню Брънзуик, както и микмаките в канадските крайморски територии се препитават главно с риболов. По- на север се намират бетсиамитите, атикамеку, алгонкините и монтанаите/наскапите (ину).
На запад племената оджибве/чипеуа, отава, потаватоми, както и различни групи кри/крий, населяват Минесота, Уисконсин, Горен Мичиган, Западно Онтарио и канадските прерии. В Канада говорещите различни диалекти на езика кри се разбират едни-други относително лесно. Езикът на оджибве е близък до западните езици кри и говорещите тези езици отчасти могат да се разбират.
Племената арапахо, гро-вантри, чернокраки и шайени също живеят в Големите равнини. В Средния Запад живеят шоуните, кикапу, меномини, маями, и сауки и фокс, много от които са изселени на отдалечените си територии по време на индианското изселване (проведено в средата на 19. век предимно от американския президент Мартин ван Бюрън по инициатива на предходника му Андрю Джаксън).

## История
Прародината на алгонкинските народи не е известна. Когато първите европейци се заселват в Северна Америка, те са съсредоточени най-вече в земите станали известни, като Нова Англия. Населяват и земи в днешните Ню Джърси, Югоизточен Ню Йорк, Ню Брънзуик, частта от Канада, на изток от Скалистите планини, Минесота, Уисконсин, Мичиган, Илинойс, Индиана, както и - за известно време - Кентъки. Доминиращата всички тези райони Ирокезка федерация/Ирокезка лига редовно воюва с различни алгонкински народи, принуждавайки ги да се изселят към райони, необитавани от ирокези. 
В продължение на около 2 века алгонкинските народи са основна пречка пред разселването на европейските заселници, с които понякога воюват, а в други случаи поддържат приятелски отношения. По-късно американските заселници и власти полагат значителни усилия да ги изтласкат от земите на Източните щати към Запада и Юга на САЩ. Подобно на европейците, и американците често воюват с индианците и сключват стотици мирни договори с тях. Освен заради избивания и глад, числеността им спада и в резултат на редица гибелни епидемии от болести пренесени по техните места от колонизаторите. През 19. век повечето оцелели индианци са заселени в индиански резервати и продължават да живеят в тях и през 20. и 21. век.